# احمد حجازی (بازیکن فوتبال)
احمد السید حجازی (عربی: أحمد السيد حجازي؛ زادهٔ ۲۵ ژانویهٔ ۱۹۹۱) بازیکن فوتبال اهل مصر است.

## باشگاهی
از باشگاه‌هایی که در آن بازی کرده‌است می‌توان به اسماعیلی، فیورنتینا، پروجا، الاهلی و وست برومویچ آلبیون اشاره کرد.

## تیم ملی
وی همچنین در تیم ملی فوتبال مصر بازی کرده‌است.